# Parc national de Xuan Thuy

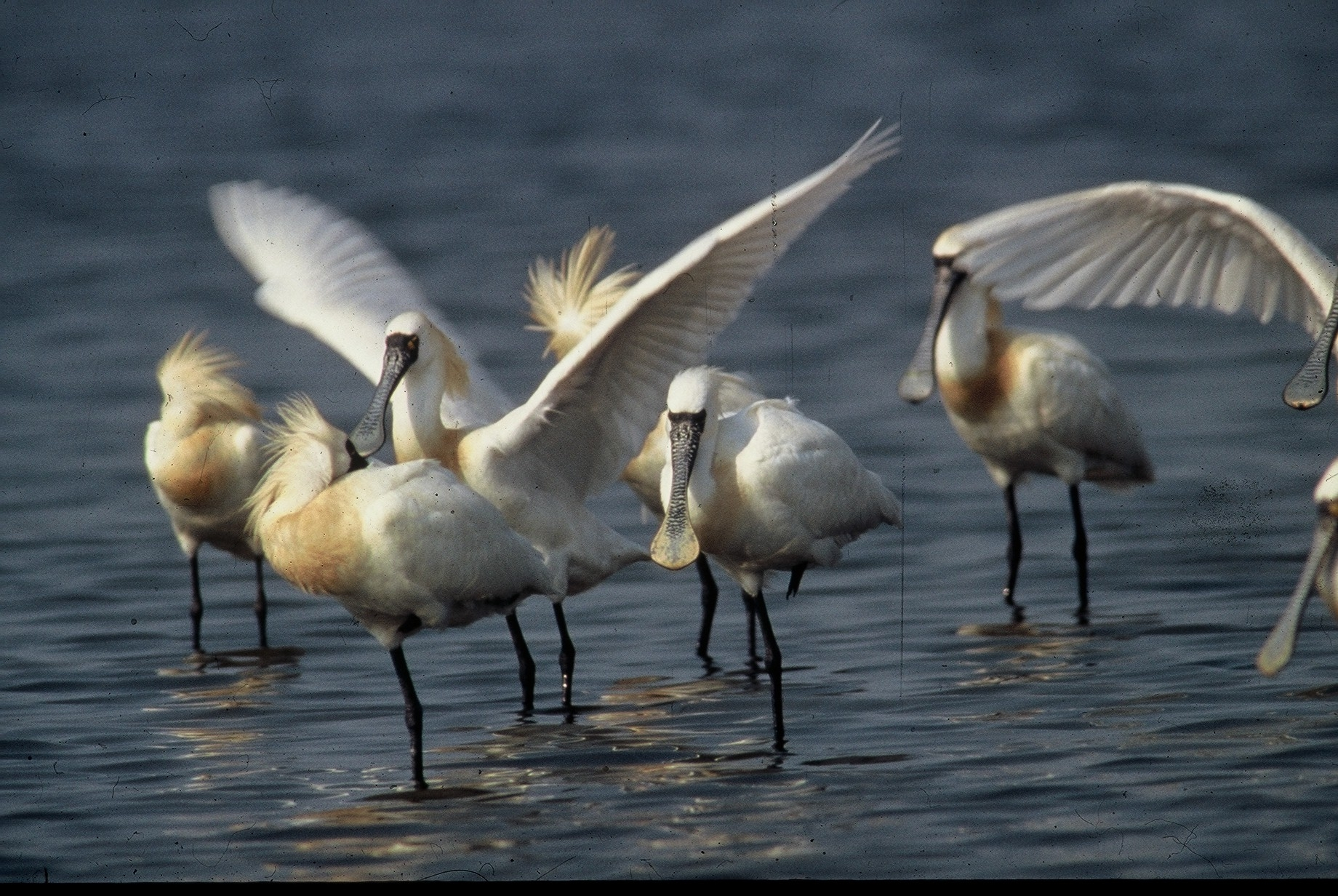
Groupe de petites spatules du parc national de Xuan Thuy.

Le parc national de Xuan Thuy (en vietnamien: Vườn quốc gia Xuân Thủy) est une réserve naturelle située au nord du Vietnam qui a été instituée en 2003. Elle se trouve dans la province de Nam Dinh du delta du fleuve Rouge, région aux nombreuses mangroves et à  150 km au sud-est de Hanoï. Depuis 2004, il est reconnu par l'Unesco en faisant partie de la réserve de biosphère du fleuve Rouge.
Le parc occupe un territoire de 71 km2 d'une vaste zone humide qui abrite de nombre d'espèces d'oiseaux, notamment pour les migrations. À ce titre, il est, depuis 1988, le premier site de l'Asie du Sud-Est à avoir été classé en tant que site Ramsar.

## Voir aussi

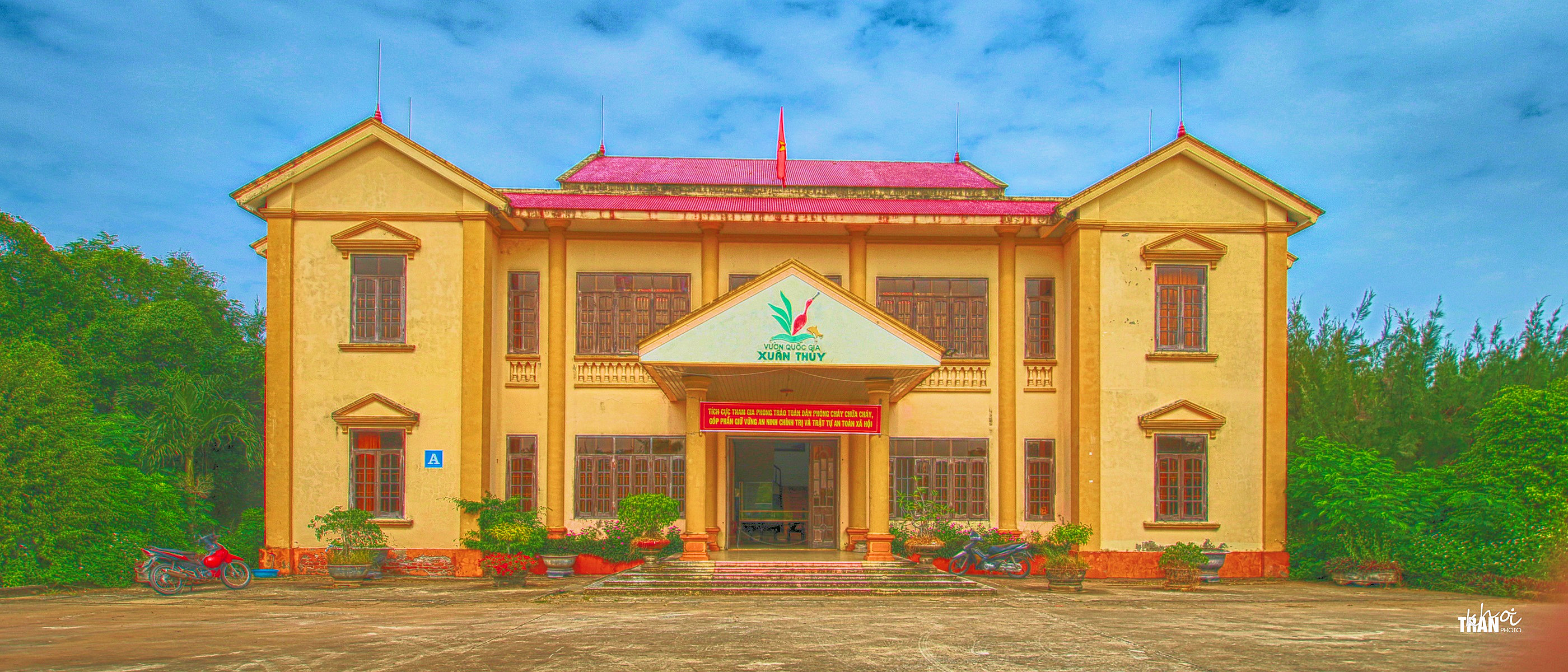
Administration du parc national de Xuan Thuy